# 惡夢小姐
《惡夢小姐》是日本電視台在2012年10月13日開始播出的連續劇。根據恩田陸的科幻小說《夢違》改編。

## 劇情簡介
在孤兒院長大的武戶井彩未（北川景子飾）表面是個平凡的小學教師，但當與一個11歲的轉校生古藤結衣子（木村真那月飾）相遇後，卻引出一連串不平凡的經歷，與及神秘而不可告人的過去。表面上看似什麼都害怕，不能表達自己的古藤結衣子，背後卻有從夢中預知未來的能力。這能力雖然神奇，卻使結衣子深感困擾，正巧其祖父古藤萬之介（小日向文世飾）是一位著名神經學家，一直研究並且成功把夢境影像化，為了幫助結衣子而求助於其班主任武戶井。根本無心理會閒事的武戶井敷衍應對下，竟證實結衣子的預知能力，並因自己之前輕視的態度而使一位婆婆喪命，武戶井一方面感到內疚，一方面又感到不耐煩之下，勉強幫助結衣子。
此時互聯網上出現一個針對武戶井的網誌，古藤教授的助手志歧貴協助武戶井追查誰是網誌的作者，竟發現武戶井患有嚴重的夢遊症，而夢遊中的武戶井又竟與現實中的武戶井作對，網誌正是其於夢中所作。為了治療夢遊症，武戶井被迫面對早已被自己封印的記憶，而在打開這段塵封記憶的過程中，竟引出一連串秘密，武戶井不但發現自己擁有隨意控制深度睡眠所作夢境的奇異能力，更發現原來自己才是第一個會作預知夢的惡夢小姐，而古藤教授竟是封印記憶中的故人，卻扮作新相識刻意接近自己！其時武戶井已與結衣子發展出猶如母女一般的感情，正當無所適從之際，學校突然發生離奇失蹤事件，事件背後更涉及國際黑幫垂涎結衣子的預知能力，企圖將其綁架，而武戶井更發現黑幫竟與心儀對象志歧貴有關！在心傷之餘，武戶井決意與原為暴走族的保健室老師平島琴葉合力保護結衣子。在連串意外事件下，結衣子不幸昏迷，靈魂迷失在潛意識界中，束手無策的武戶井要如何挽救結衣子呢？

## 登場人物

### 主要人物
武戶井彩未 (28) - 北川景子（幼年：平澤宏宏路）（粵語配音：劉惠雲）
明惠小學校5年2班班導師。平常笑臉迎人，對同事跟學生都非常親切、客氣，但是內心獨白常常是不耐煩的應對，所有的溫柔都只是硬裝出來而已。睡覺時喜歡戴耳機入眠，夢境中常出現與志歧貴長相一樣的理想情人「夢王子」，跟白色可愛超現實的生物「夢獸」。
古藤結衣子 (11) - 木村真那月（粵語配音：陳皓宜）
明惠小學校5年2班轉校生，綽號「惡夢ちゃん」，有從惡夢中看見未來的「預知夢」能力，並且當與人眼神接觸時，能夠進入對方潛意識。
平島琴葉 (28) - 優香（粵語配音：魏惠娥）
明惠小學校保健室老師，原為暴走族。
古藤萬之介 (60) - 小日向文世（粵語配音：招世亮）
結衣子的祖父，著名神經學家，一直研究把夢境影像化並得到成功，而他正是為了讓結衣子遇上彩未而申請轉校。
志岐貴 (35) - GACKT（粵語配音：蘇強文）
研究室副教授，古藤教授的副手，科研能力極強，對古藤結衣子的預知夢一直有所猜測，有野心。同時是戀愛高手，擅長打掃和做飯。樣貌與夢王子相同。結局似乎暗示他就是結衣子的父親。

### 帝都工科大學
山峰樹 (28) - 和田正人（粵語配音：周良鴻）
帝都工科大學研究生。志岐的學弟，同時還經營酒吧。

### 明惠小學校
（註：實際拍攝地點為琦玉縣加須市立騎西小學校）

#### 教職員
貝原聰子 (42) - 濱田麻里（粵語配音：伍秀霞）
5年3班班導師。
麥山勇市 (34) - 岡田圭右（增田岡田）（粵語配音：陳卓智）
5年1班班導師。
稻本克行 (25) - 川村陽介
3年1班班導師。
中込真也 (49) - 阿南健治（粵語配音：李錦綸）
副校長。
甘澤龍子 (51) - 木村綠子（粵語配音：袁淑珍）
校長。菜實子小學時的班導師。

#### 5年2班學生
相澤美羽 - 木村葉月（粵語配音：羅杏芝）
神田冬馬（舊姓：中原） - 原田一輝（粵語配音：黃玉娟）
個性認真誠實，屬於當地一支棒球隊。為了幫助姐姐中原輝美的父親還債，偷了同學的錢包。輝美是繼父文市與前妻所生，因此兩人並沒有血緣關係。因繼父已經與母親離婚，因此冬馬在母親改回本姓時從母姓。
赤根祐輔 - 高村龍馬（粵語配音：蔡惠萍）
父親是一名出租車司機，單親家庭中長大。被班上同學當作空氣，為了要引起大家注意，因此編了一個用護手霜將自己變成隱形人、用「隱形校規」懲罰違反校規的學生的漫畫來嚇全班同學。
小泉綾乃 - 白本彩奈（粵語配音：何寶珊）
在班上領導級人物。因為想知道老師為何會突然變的很嚴肅，因此和同學到老師家訪問。之後因為惡夢去找志岐求助，說出了真心話，與家人不合的事情傳到班上，同學對綾乃的完美形象瞬間破滅，相當討厭她。之後因為老師向全班表之以理，綾乃才免於被孤立的命運。
上原翔 - 千葉裕太（粵語配音：胡家豪）
喜愛踢足球，對於老是吵著要學踢足球的弟弟感到厭煩，一年前藉故把弟弟困在路旁汽車的後車廂內，車主發現後報警，弟弟才被送回家。之後他弟弟便很怕黑。
清水莉音 - 豐田留妃（粵語配音：成瑤孆）
跟佐藤未來在同一個舞蹈教室學芭蕾舞，兩人家境相差懸殊，母親清水麻子對她有很大的期待，讓她內心增添許多壓力。在正式表演時，現場突然出現鐘聲，莉音聽不到音樂因此跌倒，失去了扮演白天鹅的機會。因為媽媽的一句話誤以為是未來的家人從中作梗，因此設計陷害未來，卻因此導致未來被綁架犯綁架。
佐藤未來 - 田爪愛里（粵語配音：林元春）
因被莉音陷害而困在小船上，被綁架犯趁機誘拐，最終幸運獲救。
樋口杏奈 - 春名風花（粵語配音：張頌欣）
個性孤傲。對於父親原因不明的夢遊行為相當苦惱。
近藤七海 - 大友花戀（粵語配音：曾佩儀）
被假扮的雜誌社人員以徵求讀者模特兒的名義拍照，卻發現自己的照片出現在一個人口販賣集團的網站上，先前與她一起拍照的女孩子中，有人無故失蹤，因此相當擔心自己會被綁架。
月本奈央 - 土岐瑞葵（粵語配音：鄭麗麗）
同近藤七海。之後被人口販賣集團車伕假扮的計程車司機誘拐，之後經阿宅哥哥請角色扮演同好幫忙，順利解救奈央。
大川美咲 - 川嶋紗南（粵語配音：詹健兒）
成績優秀的班長。
堀駿一郎 - 新井雄貫
木下萌 - 南乃彩希
間宮蒼太 - 渋谷龍生
佐藤卓彌 - 若山耀人（粵語配音：林丹鳳）
榎本步夢 - 清水優哉
森田裕子 - 齋藤夏鈴
伊澤佳奈穗 - 内藤瑠奈
名倉優斗 - 大田愛翔
井上葵 - 鍋本凪凪美
田之上空 - 稲田羅倭
瀨川亞美 - 石橋宇輪
手塚潤 - 井水大輔
葉山優雅 - 石黑雄大

### 夢中出現的角色
夢王子 - GACKT（分飾兩角）（粵語配音：蘇強文）
彩未夢中出現的「白馬王子」。騎著飛馬出現。
夢獸- 玉井詩織（桃色幸運草Z）（配音演出） （粵語配音：成瑤孆）
彩未夢中出現的白色蓬鬆的動物。外型類似小狗，會飛，能帶人進出別人夢境。
古藤詩都子 - 吉倉葵（粵語配音：沈小蘭、陸惠玲）
萬之介的妻子、菜實子的母親、結衣子的祖母。視如己出般的疼愛著彩未。在預知夢中，彩未看到自己將月台上的詩都子推下，因此長久以來「自己是殺人犯」的記憶一直存在於彩未的腦海中。事實上是詩都子在月台上發現有一個小女孩在鐵軌上，因此跳下鐵軌救起小女孩，自己卻被煞車不及的電車撞死。
古藤菜實子 - 吉倉葵（分飾兩角）（幼兒時期：三本采香）（粵語配音：鄭麗麗）
結衣子的母親。彩未小時候的玩伴。長大後的彩未已經忘了菜實子，但是菜實子直到過世，一直都記得自己的兒時玩伴彩未。高中時得病，生下結衣子後過世。化身成「夢獸」，守護著女兒結衣子及自己的好友彩未。

### 各集人物

#### 第1集
甲 - 上田耕一（粵語配音：林丹鳳）
長期照顧長年臥病在床的年老太太，感到身心俱疲，最後決定放火燒了自宅自殺，太太也因此葬身火窟。
相澤涼子 - 相田翔子（粵語配音：沈小蘭）
美羽的母親。有一個紅色的鱷魚皮手袋。單身調職外地的丈夫有了外遇，因此自己也與某個男性相約外出，藉此表達自己的不滿。

#### 第2集
中原文市 - SION（完結篇）（粵語配音：馮錦堂）
自稱是音樂家，卻因為酗酒的惡習甚至把吉他賣掉換酒。最後才決定戒酒，以音樂家的身分重新開始創作。
中原輝美 - 日向奈奈美（完結篇）（粵語配音：詹健兒）
文市的女兒。與冬馬沒有血緣關係，放學後去「蟒蛇酒吧」賺職、賺取生活費及替父親還債，還替父親買了吉他。
神田昭代 - 立原麻衣（粵語配音：梁少霞）
冬馬的母親。對文市動之以情，希望對方能戒酒。
奈美 - 高橋瞳（粵語配音：蔡惠萍）
「蟒蛇酒吧」的老闆娘。知道輝美的困境，因此冒著違法的風險，讓輝美在店裡幫忙。

#### 第3集
足立美加 - 淺見姬香（粵語配音：林元春）
明惠小學校5年1班學生。與班上同學共謀欺負吉川（奥山志紀飾演）。在單槓轉圈時不小心摔下、倒地時後腦撞到單槓，在預知夢中結衣子發現美加腦中有血塊，告訴了平島老師。一頭霧水的平島老師因為發現美加有頭暈症狀，趕緊叫救護車將美加送醫，才發現美加腦中有血塊，緊急治療之後，美加才平安無事。

#### 第4集
小泉清子 - 西山繭子（粵語配音：梁少霞）
綾乃的母親。因成績不好又長的像外遇的前夫的原因，經常責罵綾乃。後來看到女兒自白的影片後，也在給女兒的信中自白，自己小學時的成績也不好，希望女兒不要像自己一樣，能好好努力唸書，所以才如此的嚴格要求課業。
小泉清隆 - 藤本飛龍（粵語配音：伍秀霞）
綾乃的弟弟。成績優異的私立小學生，相當輕視自己的姐姐。

#### 第5集
上原隆 - 鈴木福（完結篇）（粵語配音：謝潔貞）
上原翔的弟弟。明惠小學3年1班學生。從小眼睛就視力不佳，但是動手術需要不少錢，無意間知道父母正在為錢困擾，於是告訴哥哥，當初被關在後車廂載到某個別墅時，在附近的樹林發現一大筆錢。之後與哥哥前往尋找埋錢地點時，卻跟哥哥一起跌進洞穴裡。先前待在此地的詐騙集團起內鬨，其中一人黑吃黑滅口其他夥伴，被害的四人被埋在此地（也就是結衣子預知夢中出現的四個殭屍），隆發現的錢就是詐騙集團非法得到的金錢。隆之後手術成功，但不是用這筆錢。因為當兩人找出埋在地下的箱子裡，打開來後發現，那疊錢的上方有一張「拾金不眛」的紙條（為志歧示意早一步發現的山里留下的）。

#### 第6集
清水麻子 - 森尾由美（完結篇）（粵語配音：沈小蘭）
莉音的母親。對女兒有很大的期待，讓莉音內心增添許多壓力。
佐藤玲子 - 栃原梨乃（粵語配音：梁少霞）
未來的母親。
澤口雅美 - 布施繪理（粵語配音：陸惠玲）
舞蹈教室的老師。
川端牧夫 - 森下能幸
舞台燈光師。連環女童誘拐事件的犯人。處心積慮想綁架未來，看到與未來穿同一件舞衣的莉音，心中浮起了一個念頭：未來是「真天鵝」，莉音是「假天鵝」。因此他在莉音表演途中，故意播出鐘聲，讓莉音失常落敗。之後還將計就計，利用莉音割斷繩子，將未來困在小船上的機會，趁機拐走未來。
春山元司 - 田中哲司（第7集～完結篇）（粵語配音：葉振聲）
逮捕女童誘拐犯的警察，之後也因為得志歧等人的協助，而破了許多案件。

#### 第7集
村澤直也 - 大野拓朗（完結篇）（少年期：林遼威）（粵語配音：曹啟謙、黃玉娟（少年期））
5年3班班導師貝原聰子10年前教過的學生，當時他因為無法控制自己的情緒，只要一生氣就會摔教室的課桌椅，同學怕的不敢靠近他，只有導師貝原老師耐心的開導他。畢業典禮當天，他告訴貝原老師，將來的目標是當老師。貝原老師因為自己的夢請志歧幫忙，與村澤見面後得知他在成為老師前病倒，而且可能是不治之症。知道真相的貝原老師相當難過。

#### 第8集
樋口紀子 - 雛形明子（粵語配音：黃玉娟）
杏奈的母親。睡覺時被丈夫的惡夢打擾。
樋口猛 - 近江谷太朗（粵語配音：張錦江）
杏奈的父親。有家人不知道的秘密，患有「淺度睡眠期行為障礙」。迷上酒店小姐，為了滿足她的慾望而盜用公款，又被知道真相的上司威脅，成為謀害上司的共犯。最後在妻子的要求下向警方自首。
坂東志織 - 原幹惠（粵語配音：曾佩儀）
酒店小姐，杏奈夢境中的「報喪女妖」（愛爾蘭傳說中的女死神）。為獲取金錢而接近男性，當對方發現真相將阻撓自己時，就先灌醉對方，移至密閉空間，用燒炭自殺的偽裝手法謀害對方。

#### 第9集～完結篇
桐原弘樹 - 鹿兒島次郎（粵語配音：蕭徽勇）
計程車司機。將撘車的奈央載到陌生的地方。非法人口販賣集團的車伕。
奈央的哥哥 - 脇知弘（粵語配音：劉奕希）
高中生御宅族。奈央求助哥哥，一路用手機發出經過的路線，在網路留言版上求救，奈央的哥哥請角色扮演迷同好扮成的英雄攔下計程車，順利救出奈央。
X修女 - 能世安奈（粵語配音：林元春）
以「夢羊之家」修女的身分為掩護，實際上是人口販賣集團「Kids talent models Agency」成員，監視真利香修女。最終被警方逮捕。
真利香修女 - 藤村志保（粵語配音：林丹鳳）
「夢羊之家」院長。前任院長與人口販賣集團勾結，無力阻止的真利香修女，為了維護「夢羊之家」聲譽，將前任院長殺害。最終向警方自首。
湯米李（Tommy Li） - 川平慈英（第9 ～10集）（粵語配音：潘文柏）
組織犯罪的資金提供者，與非法人口販賣集團「Kids talent models Agency」有所來往。這個組織得知結衣子有預知能力，為了要找出結衣子的下落，假藉雜誌招募小女生讀者模特兒，以拍得的照片挑選對象，爪牙還深入明惠小學校，不少學生因此失蹤。

#### 特別篇

##### 霜月女子學院
玉井詩織〈17〉- 本人飾演
成績優秀的學生會長與年齡交流會委員。前舞蹈社社員。
百田夏菜子〈17〉 - 本人飾演
舞蹈社社長。
佐佐木彩夏〈17〉 - 本人飾演
有安杏果〈17〉 - 本人飾演
高城蕾妮〈17〉 - 本人飾演
以上3人為舞蹈社社員。
松田新作 - 小松利昌
年齡交流會指導教師。
村野郁美- 佐野日向子
田宮靜子- 細川小百合
以上2人為玉井的年齡交流會實踐委員。

##### 其他
平島真二郎 - 大高洋夫
琴葉的父親。
少年時期的夢王子 - 葉成龍

## 收視率
| 集數                                                        | 播出日         | 副標題（中譯）  | 情節標題 | 中譯 | 導演       | 收視率 |
| ----------------------------------------------------------- | -------------- | --------------- | -------- | --- | ---------- | ------ |
| 第1集                                                       | 2012年10月13日 | （任務）        |          | 襲擊教室的紅鱷魚!! 能解開預知夢之謎的壞心眼老師，是否能拯救世界呢!?                                                        | 佐久間紀佳 | 13.6%  |
| 第2集                                                       | 2012年10月20日 | （團隊夢）      |          | 破壞姊弟之情的惡魔！用夢來拯救！涙水的教室                                                                                 | 佐久間紀佳 | 10.7%  |
| 第3集                                                       | 2012年10月27日 | （軟膏夢）      |          | 襲擊學校的透明人!? 壞心眼老師的衝撃變身                                                                                    | 豬股隆一   | 12.9%  |
| 第4集                                                       | 2012年11月3日  | （果醬夢）      |          | 不再露出笑容了。學生們的反擊！混亂班級                                                                                     | 豬股隆一   | 10.4%  |
| 第5集                                                       | 2012年11月10日 | ja\| （主場夢） |          | 鈴木福對上壞心眼老師！吃夢殭屍的復仇                                                                                       | 佐久間紀佳 | 12.8%  |
| 第6集                                                       | 2012年11月17日 | ja\| （響鐘夢） |          | 殺人的…是我!? 彩未終於復甦的衝擊記憶                                                                                       | 菅原伸太郎 | 11.5%  |
| 第7集                                                       | 2012年11月24日 | （熱潮夢）      |          | 吸血鬼的詛咒!? 離開學校的壞心眼老師                                                                                        | 豬股隆一   | 11.5%  |
| 第8集                                                       | 2012年12月1日  | （默劇夢）      |          | 魔女與未來少女共同破壞夢境                                                                                                 | 佐久間紀佳 | 11.5%  |
| 第9集                                                       | 2012年12月8日  | （大家的夢）    |          | 假面英雄與邪惡的人魚之謎及神秘詛咒！                                                                                       | 豬股隆一   | 10.4%  |
| 第10集                                                      | 2012年12月15日 | （時間夢）      |          | 預知夢成真了！您殺了您最親愛的人了嗎？                                                                                     | 佐久間紀佳 | 09.8%  |
| 完結篇                                                      | 2012年12月22日 | （夢想）        |          | 開啟我們的未來！淚水和希望的嘉年華                                                                                         | 佐久間紀佳 | 11.2%  |
| 平均收視率11.5%（收視率來自Video Research對關東地區的調查） |                |                 |          | |            |        |
| 特別篇                                                      | 2014年5月2日   | （煩惱的夢）    |          | 壞心眼老師復活！ 為未來的夢想而煩惱的學生遭受謾罵風暴！？ 謎之怪物要轟炸學校！ 最壞的未來...壞心眼可以拯救孩子們的夢想！？ | 佐久間紀佳 | 11.2%  |

## 電影
惡夢小姐電影版，2014年5月3日於日本放映。

## 外部連結
- 日本電視台官方網站 （页面存档备份，存于）

## 節目的變遷
| 日本電視台 日本電視台週六連續劇      | 日本電視台 日本電視台週六連續劇          | 日本電視台 日本電視台週六連續劇 |
| ------------------------------------ | ---------------------------------------- | ------------------------------- |
|                                      | 惡夢 （2012.10.13 - 2012.12.22）         |                                 |
| 幽靈媽媽搜查線 （2012.07.07 - 2012.09.15） | 不准哭，小原 （2013.01.19 - 2013.03.23） |                                 |

| 緯來日本台 週一至週五 21:00至22:00 | 緯來日本台 週一至週五 21:00至22:00         | 緯來日本台 週一至週五 21:00至22:00 |
| ---------------------------------- | ------------------------------------------ | ---------------------------------- |
|                                    | 學惡夢 （2013.01.17 - 2013.01.31）         |                                    |
| 結 （2013.01.02 - 2013.01.16）     | （一次播兩集） （2013.02.01 - 2013.02.11） |                                    |

| 香港 無綫網絡電視煲劇1台 星期日14:00-16:00及21:00-23:00  | 香港 無綫網絡電視煲劇1台 星期日14:00-16:00及21:00-23:00 | 香港 無綫網絡電視煲劇1台 星期日14:00-16:00及21:00-23:00 |
| -------------------------------------------------------- | ------------------------------------------------------- | ------------------------------------------------------- |
|                                                          | （2013.07.14 - 2013.08.18）                             |                                                         |
| （2013.06.09 - 2013.07.07）                              | （2013.08.25）                                          |                                                         |
| 香港 無綫電視翡翠台 星期日 11:00-11:55 11月16日 暫停播映 |                                                         |                                                         |
| （2014.09.07 - 2014.11.02）                              | （2014.11.09 - 2015.01.25）                             | 料理狂人 （2015.02.01 - 2015.04.19）                    |

| MY 101綜合台 星期日22:00-23:00         | MY 101綜合台 星期日22:00-23:00           | MY 101綜合台 星期日22:00-23:00 |
| -------------------------------------- | ---------------------------------------- | ------------------------------ |
|                                        | （2013.09.15 - 2013.12.01）              |                                |
| 黃金豬女王 （2013.07.14 - 2013.09.08） | 35歲的高中生 （2013.12.08 - 2014.02.16） |                                |